# Trigonothracia
Trigonothracia is een geslacht van tweekleppigen uit de  familie van de Thraciidae.

## Soorten
- Trigonothracia jinxingae Xu, 1980
- Trigonothracia mimica B.A. Marshall, 2002
- Trigonothracia pusilla (Gould, 1861)